# مسجد تون صون
مسجد تون صون أو مسجد تونصون (بالتايلندية: มัสยิดต้นสน أو มัสยิดต้นสน ) هو واحد من أقدم المساجد في تايلاند، بني المسجد في عهد حكم أيوثايا في القرن السابع عشر الميلادي .

## البناء
يقدر أن مسجد تون صون قد شيدت قبل عهد الملك كلمات ثام (1610 - 1628) في مترة حكم أيوثايا التي حكمت تايلاند في تلك الفترة، وهو يعتبر أقدم مسجد إسلامي في بانكوك، وقيل أن المسجد القديم تأسست في فترة أيوثايا وذلك في عام 1688 في عهد الملك ناراي الكبير، من قبل تشاو فرايا راتشاوانج سنسيني.

## العمارة
كان الاسم الأول للمسجد كدي ياي، وهي اختصار لاسم كودي بانكوك ياي، كان المسجد في الأصل يتكون من منزل بني من خشب الساج الذي بني حول المنصة والاسطح مع البلاط والطين، كانت بنية المسجد مماثلة لتلك التي بنيت منها قاعة العبادة في الأديرة البوذية في تايلاند، وكان ذلك في عهد الملك راما الثاني .

## التجديد
تم تجديد مسجد تون صون في عام 1954 في محاولة لاستعادة النمط المعماري للمسجد القديم، تم تحويل المبنى الجديد إلى مبنى مبني من الخرسانة المسلحة على انقاذ الهيكل القديم الذ أصبح لا يمكن إعادة بنائه، وزرعت شجرة الصنوبر التوأم تون صون أمام بوابة جدار المسجد وتم تغيير اسم المسجد من مسجد كدي ياي إلى مسجد تون صون، داخل المسجد هناك منبر جميل سمي ميمبون، وعليها صورة كبيرة مكتوبه بالخط العربي، وصورة من الكعبة وخريط توضح موقع المسجد من مكة المكرمة، وجميع هذه الأشكال وجدت في فترة الملك ثاكسين الكبير، وفي خارج المسجد تقع مقبرة دفن فيها الرؤساء المسلمين في تايلاند .